# داميان مارتن
داميان مارتن (بالإنجليزية: Damian Martin) مواليد 5 سبتمبر 1984، هو لاعب كرة سلة أسترالي بدأ مسيرته الاحترافية في سنة 2007 يلعب في الدوري الأسترالي لكرة السلة ويحمل الرقم 53.

## روابط خارجية
- داميان مارتن على موقع الاتحاد الدولي لكرة السلة (الإنجليزية)
- داميان مارتن على موقع كرة السلة الأوروبية.كوم (الإنجليزية)
- داميان مارتن على موقع كلية كرة السلة في سبورتس رفرنس.كوم (الإنجليزية)
- داميان مارتن على موقع ريلجم (الإنجليزية)
- داميان مارتن على موقع بروبوليرز (الإنجليزية)
- داميان مارتن على موقع سبورتس رفرنس (الإنجليزية)
- داميان مارتن على موقع أوليمبيديا (الإنجليزية)
- داميان مارتن على موقع اللجنة الأولمبية الأسترالية (الإنجليزية)